# Antimateria

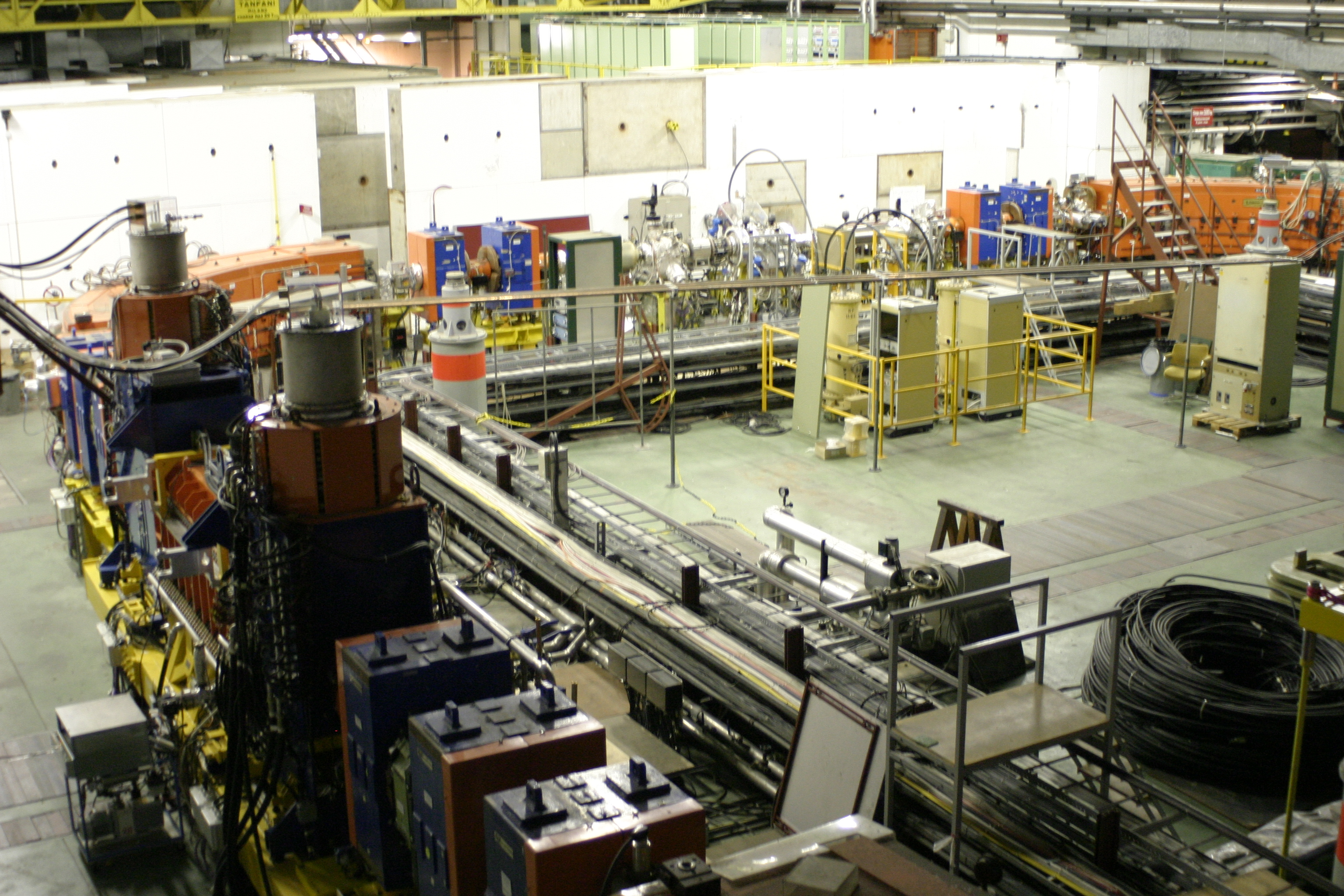
Acelerador de antiprotones del CERN.

En física de partículas, la antimateria es la extensión del concepto de antipartícula a la materia. Así, la antimateria es una forma de materia menos frecuente que está constituida por antipartículas, en contraposición a la materia común, que está compuesta de partículas. Por ejemplo, un antielectrón (un electrón con carga positiva, también llamado positrón) y un antiprotón (un protón con carga negativa) podrían formar un átomo de antimateria, de la misma manera que un electrón y un protón forman un átomo de hidrógeno. El contacto entre materia y antimateria ocasiona su aniquilación mutua; sin embargo esto no significa su destrucción, sino una transformación que da el lugar a fotones de alta energía termodinámica, que producen rayos gamma, y otros pares partícula-antipartícula.

## Notación

Las partículas subatómicas de la antimateria tienen cargas opuestas a las partículas de la materia, en la imagen, electrón, protón y neutrón en ambas.

En física se usa una barra horizontal o macrón para diferenciar las partículas de las antipartículas: por ejemplo protón p y antiprotón p. Para los átomos de antimateria se emplea la misma notación: por ejemplo, si el hidrógeno se escribe H, el antihidrógeno será H.

## ¿Dónde está la antimateria?
Las hipótesis científicas aceptadas suponen que en el origen del universo existían materia y antimateria en iguales proporciones. Sin embargo, el universo que observamos aparentemente está compuesto únicamente por partículas y no por antipartículas. Se desconocen los motivos por los que no se han encontrado grandes estructuras de antimateria en el universo. En física, el proceso por el que la cantidad de materia superó a la de antimateria se denomina bariogénesis, y los científicos barajan tres posibilidades:
- Pequeño exceso de materia tras el Big Bang: De acuerdo con esta hipótesis, la materia que constituye actualmente el universo podría ser el resultado de una ligera asimetría en las proporciones iniciales de ambos tipos de materia. Se ha calculado que la diferencia inicial entre materia y antimateria debió ser tan insignificante como de una partícula más de materia por cada diez mil millones de parejas partícula-antipartícula.
- Simetría CP: En 1964, James Cronin y Val Fitch postularon por primera vez que las partículas y las antipartículas no tienen propiedades exactamente iguales o simétricas; este fenómeno se denomina Violación CP.[4] Un reciente experimento en el acelerador KEK de Japón sugiere que esto quizás sea cierto, y que por tanto no es necesario un exceso de materia en el Big Bang: simplemente las leyes físicas que rigen el universo favorecen la supervivencia de la materia frente a la antimateria.[5] En este mismo sentido, también se ha sugerido que quizás la materia oscura sea la causante de la bariogénesis al interactuar de distinta forma con la materia que con la antimateria.[6]
- Existencia de galaxias de antimateria ligada por antigravedad: Muy pocos científicos confían en esta posibilidad, pero todavía no ha podido ser completamente descartada. Esta tercera opción plantea la hipótesis de que pueda haber regiones del universo compuestas de antimateria. Hasta la fecha no existe forma de distinguir entre materia y antimateria a largas distancias, pues no se detectan diferencias en su comportamiento y propiedades. Existen argumentos para creer que esta tercera opción es muy improbable: la antimateria en forma de antipartículas se crea constantemente en el universo en las colisiones de partículas de alta energía, como, por ejemplo, con los rayos cósmicos. Sin embargo, estos son sucesos demasiado aislados como para que estas antipartículas puedan llegar a encontrarse y combinarse. La NASA ha enviado la sonda Alpha Magnetic Spectrometer (Espectrómetro Magnético Alpha) para buscar rastros de antimateria más compleja,[7] que pudiesen indicar que todavía existe antimateria en el universo. Sin embargo, los experimentos no han detectado nada hasta la fecha.

## Historia
La ecuación de Dirac, formulada por Paul Dirac en 1928, predijo la existencia de antipartículas además de las partículas de materia ordinarias. Desde entonces, se han ido detectando experimentalmente muchas de dichas antipartículas: Carl D. Anderson, en el Caltech, descubrió el positrón en 1932. Veintitrés años después, en 1955, Emilio Segrè y Owen Chamberlain, en la Universidad de Berkeley, el antiprotón y antineutrón.
Pero la primera vez que se pudo hablar propiamente de antimateria, es decir, de «materia» compuesta por antipartículas, fue en 1965, cuando dos equipos consiguieron crear un antideuterón, una antipartícula compuesta por un antiprotón y un antineutrón. La antipartícula fue lograda en el Acelerador Protón Sincrotrón del CERN, a cargo de Antonino Zichichi, y paralelamente por Leon Lederman, en el acelerador AGS (Alternating Gradient Synchrotron) del Laboratorio Nacional de Brookhaven, en Nueva York.
En 1995, el CERN anunció la creación de nueve átomos de antihidrógeno en el experimento PS210, liderado por Walter Oelert y Mario Macri. Este experimento utilizó un método propuesto por Charles Munger, Stanley J. Brodsky e Ivan Schmidt Andrade. Experimentos realizados en Fermilab confirmaron el hecho, anunciando poco después la creación a su vez de 100 átomos de antihidrógeno.
F. J. Hartmann, de la Universidad Técnica de Múnich, y un equipo de investigadores japoneses informaron de la creación de un átomo compuesto de materia y antimateria llamado helio antiprotónico {\displaystyle {\overline {\mathrm {^{3}He} }}}. Este átomo constaba de dos protones, dos neutrones, un electrón y un antiprotón en lugar del segundo electrón. El átomo sobrevivió 15 millonésimas de segundo.
El 14 de diciembre de 2009, científicos de la NASA con la ayuda del telescopio espacial de rayos gamma Fermi, descubrieron rayos de antimateria producidos encima de tormentas eléctricas. El fenómeno es causado por ráfagas de rayos gamma terrestres (TGF) generadas en el interior de las tormentas eléctricas y asociados directamente con los relámpagos.
El 17 de noviembre de 2010, los científicos del CERN lograron crear 38 átomos de antihidrógeno, pudiendo preservarlos aproximadamente en un sexto de segundo (172ms). Esto forma parte del proyecto ALPHA que incluye físicos de la Universidad de California, de la Universidad de Berkeley y del Lawrence Berkeley National Laboratory. El equipo de científicos demostró que, entre 10 millones de antiprotones y 700 millones de positrones, se lograron formar 38 átomos estables de antihidrógeno, los cuales, duraron alrededor de dos décimas de segundo cada uno.
A comienzos de 2011 el proyecto ALPHA logró crear más de 300 átomos de antihidrógeno y almacenarlos durante 1000 segundos (16 minutos y 40 segundos), superando en 4 órdenes de magnitud el límite previo.
La antimateria sigue las reglas de la mecánica cuántica. Su interferometría cuántica se demostró por primera vez en 2018 en el Laboratorio Positrones (L-NESS) a cargo de Rafael Ferragut en Como (Italia), por un grupo dirigido por Marco Giammarchi.

## Preservación

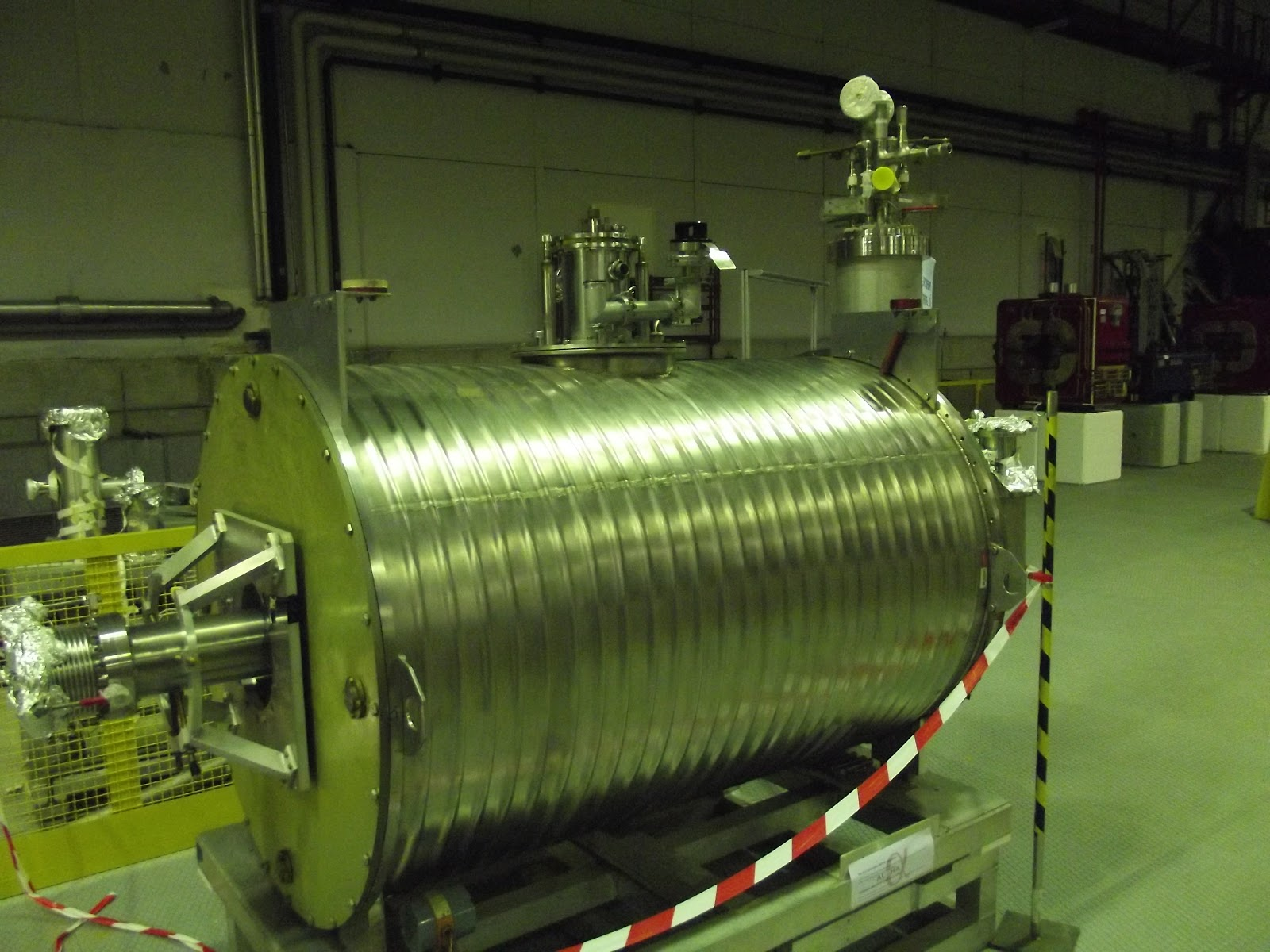
La primera generación de la trampa anti-hidrógeno.

La antimateria no puede ser preservada en un recipiente de materia ordinaria, porque al reaccionar con cualquier partícula de materia que toca, se aniquila a sí misma.
La antimateria en forma de partícula cargada se puede contener por una combinación de un campo eléctrico y un campo magnético, en un dispositivo llamado trampa de Penning o trampa iónica. Este dispositivo no puede, sin embargo, contener la antimateria que se compone de partículas sin carga, para lo cual se utiliza una trampa atómica. En particular, una trampa de este tipo puede utilizar el momento (bien sea magnético o el de un dipolo eléctrico) para atrapar las partículas. En cámaras de vacío, las partículas de materia o de antimateria se pueden atrapar y enfriar con radiación láser ligeramente fuera de resonancia utilizando una trampa magneto-óptica o una trampa magnética (en el caso de átomos o partículas sin carga). También podrían ser suspendidas con pinzas ópticas, utilizando un haz de láser altamente enfocado, aunque esto no asegure un método de preservación tan a "largo" plazo como los anteriormente descritos. En el 2011, científicos del CERN lograron preservar algunos cientos de átomos de antihidrógeno durante algo menos de 17 minutos (1.020 segundos).

## Producción y costo de la antimateria
La antimateria es la sustancia más cara del mundo, con un costo estimado de unos 62 500 millones de USD el miligramo.
La producción de antimateria, además de consumir enormes cantidades de energía, es muy poco eficiente, al igual que la capacidad de almacenamiento, que ronda sólo el 1% de las partículas creadas. Además, debido a que la antimateria se aniquila al contacto con la materia, las condiciones de almacenamiento —confinamiento mediante campos electromagnéticos—, tienen igualmente un costo elevado.
Otra estimación de su costo la dio el CERN, cuando dijo que había costado algunos cientos de millones de francos suizos la producción de una milmillonésima de gramo.
Debido a esto, algunos estudios de la NASA plantean recolectar mediante campos magnéticos la antimateria que se genera de forma natural en los Cinturones de Van Allen de la Tierra. Este cinturón, que se extiende desde unos pocos cientos a unos dos mil kilómetros sobre la Tierra constituye la fuente más abundante de antiprotones en las proximidades de la Tierra. La mayor parte de los antiprotones provienen de antineutrones, que se generan cuando los rayos cósmicos impactan las capas superiores de la atmósfera. Los antineutrones salen de ella, mientras los antiprotones tienden a congregarse en varios cientos de kilómetros sobre la Tierra, donde la materia ordinaria es tan escasa que es poco probable que se reúnan con sus homólogos de partículas, protones y por tanto se destruyan al contacto.
También otros planetas, incluyendo Júpiter, Saturno, Neptuno y Urano, deben tener cinturones similares de antiprotones. Saturno puede producir la mayor cantidad de antiprotones por las interacciones entre los rayos cósmicos, partículas energéticas cargadas del espacio, y los anillos de hielo del planeta.
Al mismo tiempo, se trabaja en mejorar la tecnología de almacenamiento de antimateria. El Dr. Masaki Hori ha anunciado un método de confinamiento de antiprotones por radiofrecuencia, lo que según sus palabras podría reducir el contenedor al tamaño de una papelera.
En noviembre de 2008 la doctora Hui Chen, del Lawrence Livermore National Laboratory de Estados Unidos, anunció que ella y su equipo habrían creado positrones al hacer incidir un breve, aunque intenso, pulso láser a través de una lámina de oro blanco de pocos milímetros de espesor, esto habría ionizado al material y acelerado sus electrones. Los electrones acelerados emitieron cuantos de energía, que al decaer dieron lugar a partículas materiales, dando también como resultado positrones.

## Usos de la antimateria

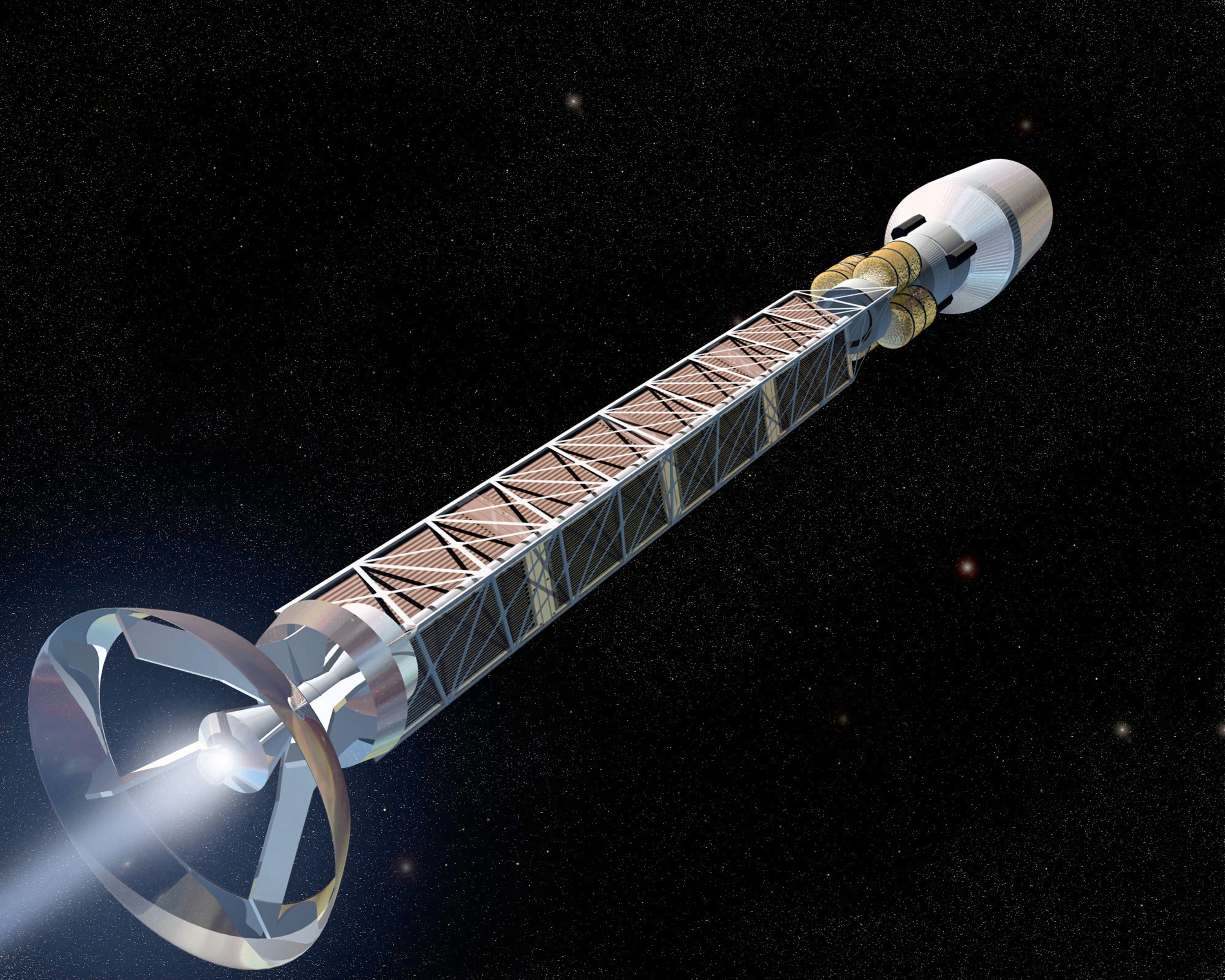
Proyección artística de un cohete propulsado por antimateria.

Si bien la antimateria está lejos de ser considerada una opción como combustible por su abrumador costo y las dificultades tecnológicas inherentes a su manipulación, los positrones han encontrado algunos relevantes usos prácticos. La tomografía por emisión de positrones es ya una realidad muy difundida en hospitales de todo el mundo. La  espectroscopía de aniquilación de positrones es usada desde hace décadas para el estudio de diversos tipos de materiales (semiconductores, metales, aleaciones metálicas, polímeros, materiales porosos, etc.). También se investiga su uso en terapias contra el cáncer, ya que un estudio del CERN ha descubierto que los antiprotones son cuatro veces más efectivos que los protones en la destrucción de tejido canceroso, y se especula incluso con la idea de diseñar microscopios de antimateria, supuestamente más sensibles que los de materia ordinaria.
Pero el mayor interés por la antimateria se centra en sus aplicaciones como combustible, pues la aniquilación de una partícula con una antipartícula genera gran cantidad de energía. Según la ecuación de Einstein E=mc², la energía generada por kilo (9×1016 J/kg) es unas diez mil millones de veces mayor que la generada por reacciones químicas y diez mil veces mayor que la energía nuclear de fisión.
Por ejemplo, se estima que sólo serían necesarios 10 miligramos de antimateria para propulsar una nave a Marte.
No obstante, hay que indicar que estas cifras no tienen en cuenta que aproximadamente el 50% de la energía se disipa en forma de emisión de neutrinos, por lo que en la práctica habría que reducir las cifras de aprovechamiento energético efectivo a la mitad.

## Antigravedad
Todavía no se conoce el comportamiento de las antipartículas en un campo gravitatorio: esto se podría observar comprobando si un haz horizontal de positrones o de antiprotones provenientes de un acelerador se curva hacia arriba o hacia abajo en el campo gravitatorio de la Tierra, pero estas partículas producidas por colisiones se desplazan a velocidades próximas a la de la luz en el vacío, por lo que la curvatura a observar estaría en el orden de un diámetro nuclear por kilómetro de longitud del haz (0, 000 000 000 000 1 cm), y por ahora no es posible medir curvas tan pequeñas.
Si las antipartículas o la antimateria se movieran en sentido inverso a la materia común en un campo gravitatorio, se echaría por tierra el Principio de equivalencia y con él a la teoría general de la relatividad, aunque no otras teorías relativistas de la gravitación.
Un experimento conceptual por el que se verificaría fácilmente la inexistencia de antigravedad es que la gravedad está en la masa y no en la materia como tal (la antimateria es masa con cargas eléctricas opuestas), la masa está un nivel por debajo de la materia bariónica ordinaria —y la materia es masa con cargas eléctricas endógenas—; por tanto y porque no existe antimasa o antiaglutinación de energía (anticromodinámica gluónica) no puede existir de manera alguna una fuerza gravitatoria repulsiva con la materia fisicoquímica conocida. La Ley de Conservación de la energía-momento, el Principio de equivalencia y por ende la Teoría General de la Relatividad serían reafirmados tras esto, quedarían indemnes.